# 안데르스 셀시우스

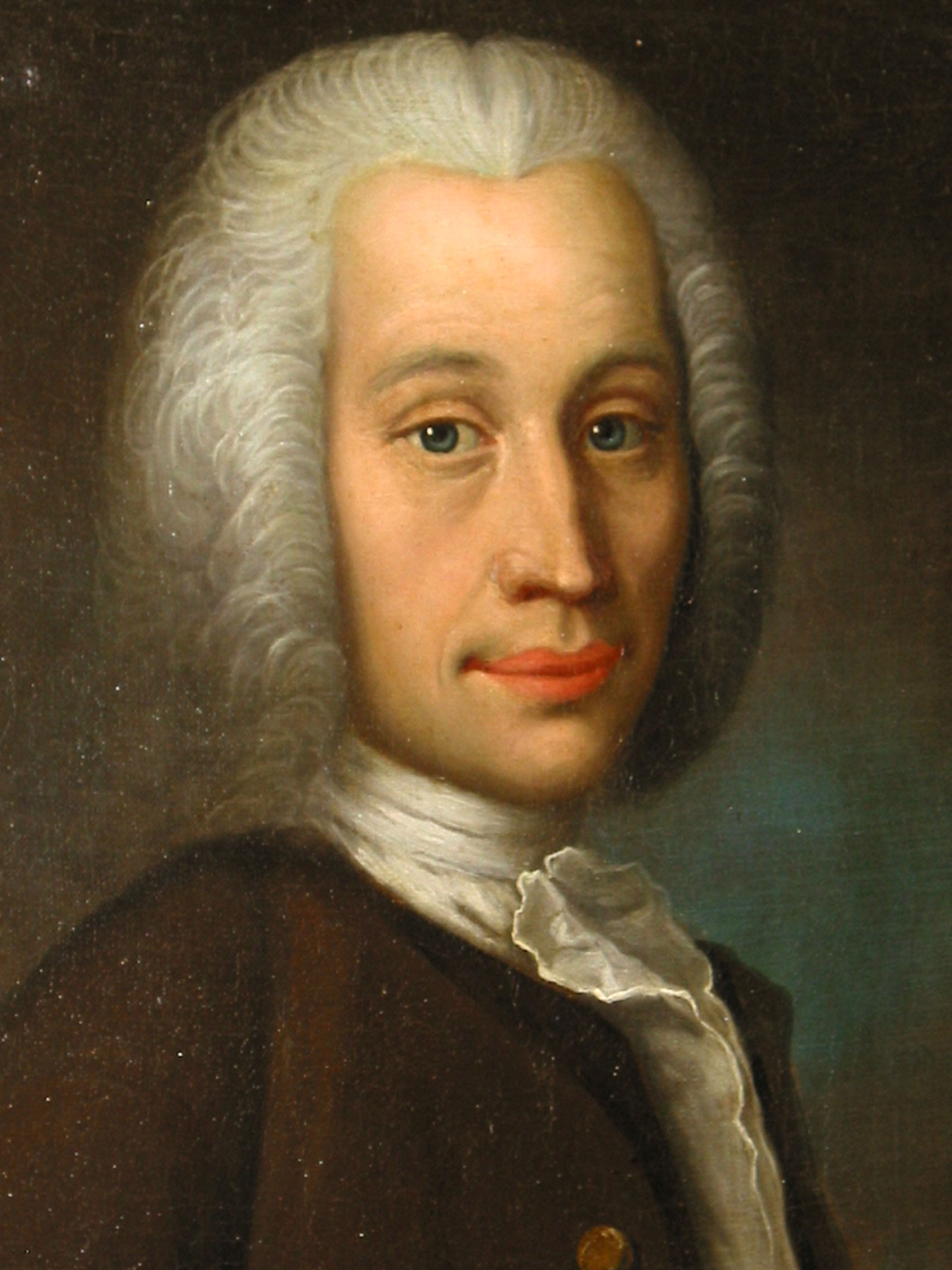
안데르스 셀시우스

안데르스 셀시우스(Anders Celsius, 1701년 ~ 1744년)는 스웨덴의 물리학자·천문학자이다. 웁살라에서 출생하여 웁살라 대학 교수가 되었다. 독일·프랑스·영국 등지를 여행하면서 그의 협력자들과 북극의 오로라를 316번이나 관측하였다. 웁살라에 천문대를 건설하여, 초대 천문대장이 되었다. 또, 물의 빙점과 비등점 사이를 100 °C로 나누는 섭씨 온도(°C)를 제창하였다. 저서에 <지구 형상 결정에 관한 관측>이 있다.

## 같이 보기
- 다니엘 가브리엘 파렌하이트